# Polarstern Canyon
Polarstern Canyon är en undervattenskanjon i Antarktis. Den ligger i havet utanför Östantarktis. Storbritannien gör anspråk på området.